# Коцци, Луиджи
Луиджи Коцци (итал. Luigi Cozzi; род. 1947) — итальянский кинорежиссёр, сценарист и писатель. Наиболее известен своими работами в жанрах научной фантастики и фильмов ужасов.
В кинематографе использовал также псевдоним Луис Коатс. Тесно и многократно сотрудничал с Дарио Ардженто, о деятельности которого снял несколько документальных фильмов, а также являлся хранителем музея Дарио Ардженто на улице Via dei Gracchi, 260 в Италии и сособственником магазина (совместно с Ардженто) «Кроваво-красный», где можно было приобрести различного рода фильмы и литературу ужасов, а также хоррор-атрибутику. Сотрудничал с телевидением и телестудией RAI, занимался редактированием целого ряда научно-фантастических программ для телевизионных каналов.

## Биография
Луиджи Коцци родился 7 сентября 1947 года в ломбардском городе Бусто-Арсицио, где и проживал, пока в 1969 году не переехал в Рим.

### Литературная и издательская деятельность
В 1962 году Коцци основал первый итальянский журнал для любителей кино «Грядущие фантазии». Там же были опубликованы его первые рассказы. Некоторое время спустя Коцци также начал сотрудничать с периодическим изданием «Будущее», в рамках которого вышло всего четыре номера (с сентября по декабрь 1964 года). Издание осуществлялось под руководством Франческо Каннароццо, носившего псевдоним Франк Энна. Луиджи Коцци вёл там колонку, называвшуюся «Для любителей».
В первые годы своей литературной деятельности Коцци писал небольшие рассказы совместно с Уго Маладути. Одним из наиболее его известных произведений той поры стал рассказ «Выстрел в голубя» (1965). Рассказ неоднократно переиздавался в самой Италии, был переведён на другие языки, в том числе и на русский. В дальнейшем Коцци стал проявлять интерес к музыке и печатался в журнале «Чао — 2001». Также в журнале «Новая научная фантастика» вёл рубрику «Какими мы были…», где представлял читателям различного рода людей, чья деятельность касалась научной фантастики.
Перу Коцци принадлежит несколько тематических исследовательских работ в области кинематографа: «Годзилла и компания», «Хаммер — фабрика монстров» и «Джалло Ардженто», а также многостраничный труд (около 3 тысяч страниц) «История итальянской научной фантастики», написанный Коцци в 1980—81 годах. Отрывки из «Истории…» печатались в ежемесячном журнале Mystero, который также возглавлял Коцци.
Совместно с Себастьяном Фуско возглавлял издательский дом «Неизвестный мир», где выступал также попечителем собраний научной фантастики и ужасов.

### Карьера в кино
Переход от писательской деятельности Коцци к кинематографической был совершён в период его работы в журнале «Галактика». Коцци познакомился с некоторыми людьми, которые работали в кино и рекламе и были страстными поклонниками научной фантастики. Первоначально он занимался дубляжем, ассистированием и синхронизацией. Режиссёрский дебют Коцци состоялся в 1969 году, когда он, под впечатлением от рассказа Фредерика Пола «Подземный туннель», снял одноимённый научно-фантастический фильм. Картина получилась во многом экспериментальной. Впоследствии фильм демонстрировался на 6-м кинофестивале научно-фантастических фильмов в Триесте. В 1970 году произошло знакомство между Коцци и Дарио Ардженто, что послужило началом длительной совместной деятельности. В 1975 году последовал триллер «Убийца должен убить снова», продюсированием которого занимался Дарио Ардженто. В это же время Коции взял на себя руководство фильмом Обнажённая дверь, который, однако, так и не был завершён. Как впоследствии отмечал Ардженто, в основе картины лежал отличный материал, и фильм мог бы стать неплохой секс-комедией в духе 70-х годов. Год спустя Коцци снял фильм «Посвящается Стелле», который принёс первый международный успех режиссёру. В 1978 году вышел научно-фантастический фильм «Столкновение звёзд», вышедший на волне успеха картины «Звёздные войны. Эпизод IV: Новая надежда» и принёсший режиссёру определённую известность. При съёмках картины Коцци использовал псевдоним Льюис Коатс. Главную роль исполнила Каролина Манро, специальными эффектами занимался Армандо Валькауда, а композитором выступил Джон Барри; съёмочный процесс полностью осуществлялся в Италии.
Два года спустя вышла ещё одна фантастическая лента, получившая название «Заражение». Фильм имел определённую атмосферу известного фильма «Чужой». В 1998 году Коцци участвовал в телепроекте «Ночная смена», продюсером которого выступил Дарио Ардженто. В 1989 году вышел заслуживший множество отрицательных оценок «Ужас Паганини». В 1991 году Коцци снял документальный фильм «Дарио Ардженто: Мастер ужаса», посвящённый, как видно из названия, известному кинодеятелю в области фильма ужасов Дарио Ардженто, а также съёмкам его картины «Опера». В 1997 году режиссёр снял ещё один документальный фильм — «Музей ужасов Дарио Ардженто». Фильм содержал интервью с режиссёром, рассказы о съёмках различных его фильмов, об актёрах, а также выступал в качестве своеобразного путеводителя по магазину «Кроваво-красный».
С начала 90-х годов и завоевания внимания зрителя телевидением, Коцци временно оставил режиссёрское кресло (Когда пришла монополия телевидения и его худших режиссёров, я счел правильным временно оставить свой режиссёрский опыт, — Луиджи Коцци), однако не перестал интересоваться научной фантастикой и фильмами ужасов. Он проводит различного рода мероприятия в магазине «Кроваво-красный», в том числе сотрудничая с программой Stracult и собирая коллекцию «жанровых» книг.

## Фильмография
| Год  | Русское наименование         | Оригинальное наименование                                           | Кто                                                                               |
| 1997 | Музей ужасов Дарио Ардженто  | Il mondo di Dario Argento 3: Il museo degli orrori di Dario Argento | Режиссёр, сценарист                                                               |
| 1991 | Дарио Ардженто: Мастер ужаса | Dario Argento: Master of Horror                                     | Режиссёр, сценарист                                                               |
| 1989 | Чёрный кот                   | Il Gatto Nero                                                       | Режиссёр, сценарист                                                               |
| 1989 | Ужас Паганини                | Paganini Horror                                                     | Режиссёр, сценарист                                                               |
| 1988 | Ночная смена                 | Turno di Notte                                                      | Режиссёр                                                                          |
| 1988 | Носферату в Венеции          | Nosferatu a Venezia                                                 | Режиссёр (в титрах не указан)                                                     |
| 1985 | Геркулес 2                   | Le avventure dell’incredibile Ercole                                | Режиссёр                                                                          |
| 1983 | Геркулес                     | Hercules                                                            | Режиссёр, сценарист                                                               |
| 1980 | Заражение                    | Contamination                                                       | Режиссёр, сценарист                                                               |
| 1978 | Столкновение звёзд           | Starcrash                                                           | Режиссёр, сценарист                                                               |
| 1976 | Посвящается Стелле           | Dedicato a una stella                                               | Режиссёр, сценарист                                                               |
| 1975 | Убийца должен убить снова    | L’assassino è costretto ad uccidere ancora                          | Режиссёр, сценарист                                                               |
| 1973 | Сосед                        | Il Vicino di casa                                                   | Режиссёр                                                                          |
| 1973 | Пять дней                    | Le cinque giornate                                                  | Сценарист                                                                         |
| 1971 | Четыре мухи на сером бархате | 4 mosche di velluto grigio                                          | Сценарист, актёр (Extra in subway / masked killer in theater, в титрах не указан) |
| 1969 | Подземный туннель            | Il Tunnel sotto il mondo                                            | Режиссёр, актёр                                                                   |
| 1968 | Изабель, мечта               | Isabel, a Dream                                                     | Режиссёр                                                                          |